# Jean-Paul Frankeur
 (avril 2023).
Pour les articles homonymes, voir Frankeur.
Jean-Paul Frankeur est un acteur français, né le 11 juillet 1945 à Glaignes (Oise) et mort le 8 septembre 2018 à Saint-Saulge (Nièvre).

## Biographie
Fils de Paul Frankeur, ils n'ont tourné ensemble qu'une seule fois dans L'Espagnol, un téléfilm de Jean Prat de 1967 où ils interprétaient précisément un père et son fils.
En dehors d'une apparition dans un court-métrage de 7 minutes de Jacques Doillon et d'un rôle dans un film de Jean-Louis van Belle, Jean-Paul Frankeur a fait l'essentiel de sa carrière à la télévision.

## Filmographie

### Cinéma
- 1970 : Le Sadique aux dents rouges, film de Jean-Louis van Belle : Jean-Paul
- 1971 : On ne se dit pas toujours tout entre époux, court-métrage de Jacques Doillon d'après un scénario de Gébé

### Télévision
- 1967 : L'Espagnol, téléfilm en 2 parties de Jean Prat : Pierre Bouchot
- 1969 : Que ferait donc Faber ?, série télévisée en 8 épisodes de Dolorès Grassian, saison 1, épisode 6 : le journaliste
- 1969 :  Le Grand Voyage, téléfilm de Jean Prat d'après le roman de Jorge Semprún
- 1970 : Les Enquêtes du commissaire Maigret, série télévisée de Claude Barma, saison 4, épisode 3 -  Maigret : Philippe
- 1971 : OSS 117 tue le taon, téléfilm d'André Leroux : Claus
- 1973 : Les Malheurs de la comtesse, téléfilm de Bernard Deflandre : Jacques
- 1973 : La Route au soleil, série télévisée en 4 épisodes
- 1974 : Le Secret des Flamands, série télévisée en 4 épisodes de Robert Valey : Hugo van der Goes
- 1974 : L'Ange de la rivière morte, téléfilm d'Édouard Logereau : Norrey
- 1974 : Histoires insolites, série télévisée en 12 épisodes, saison 1, épisode 2 - Les gens de l'été de Claude Chabrol) : le pompiste
- 1976 : Nans le berger, série télévisée en 31 épisodes de Roland-Bernard d'après le roman Les Desmichel de Thyde Monnier, dans 9 épisodes des 3e, 4e et 5e époques : Antoine Desmichel
- 1979 : Un juge, un flic, série télévisée en 12 épisodes de Denys de La Patellière, saison 2, épisode 3 - Les Ravis : Jean-Claude Chaufournier
- 1980 : Docteur Teyran, téléfilm en 3 parties de Jean Chapot : Laurent
- 1981 : Messieurs les jurés, série télévisée en 44 épisodes : Fred Luna (épisode :  L'affaire Bernay de Jacques Krier)
- 1981 : L'inspecteur mène l'enquête, émission de jeu policier en 37 épisode, saison 1, épisode 36 : Trois... de chute de Guy Saguez
- 1985 : Madame et ses flics, série télévisée en 12 épisodes de Richard Caron, saison 1, épisode 5 :  Fréquence malédiction